# Piusa (stacja kolejowa)
Piusa – stacja kolejowa w miejscowości Piusa, w prowincji Võru, w Estonii. Położona jest na linii Valga - Koidula.

## Historia
Stacja powstała w okresie międzywojennym. W latach 1991–2011 była ostatnią estońską stacją na linii przed granicą z Rosją.

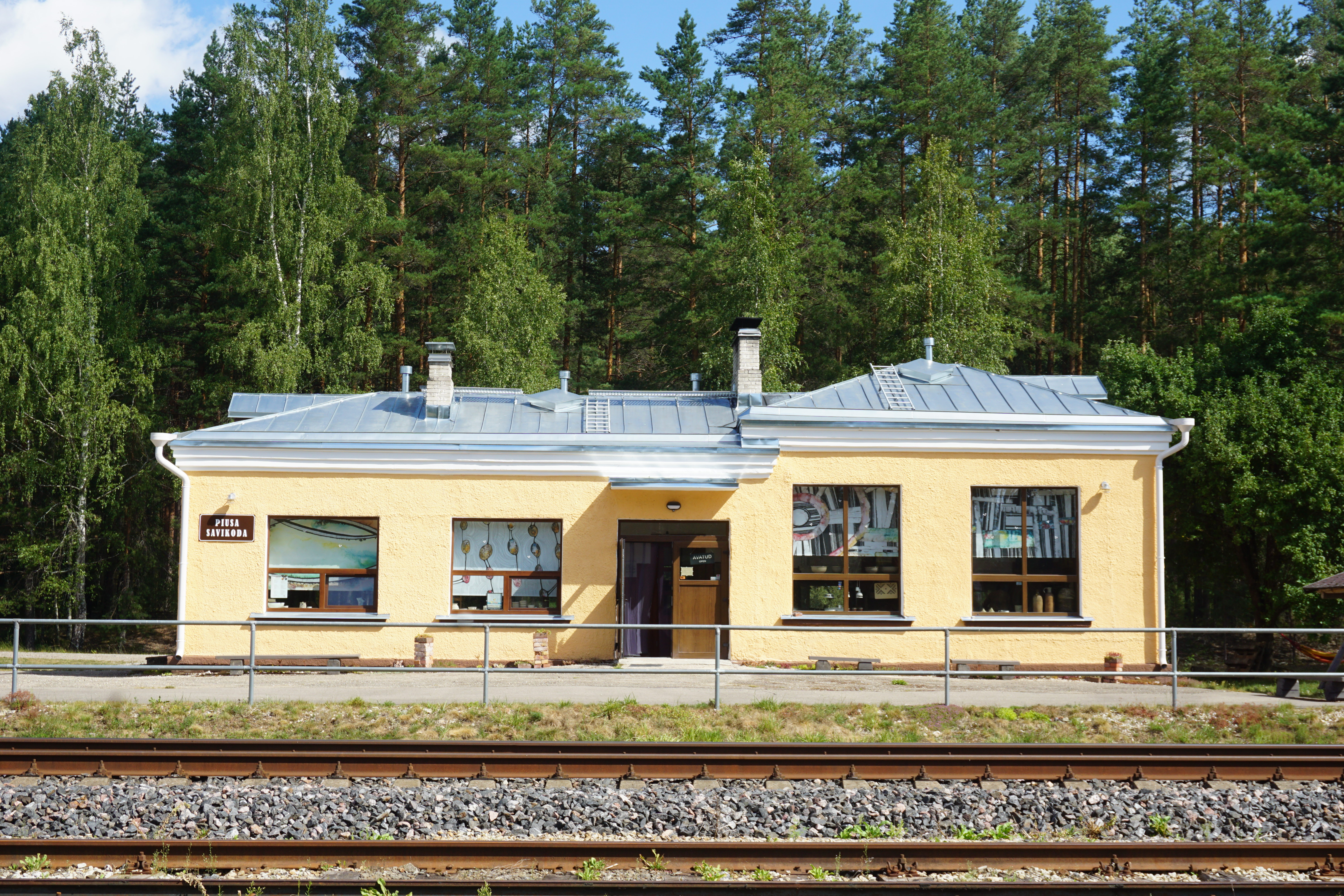
Budynek dworcowy
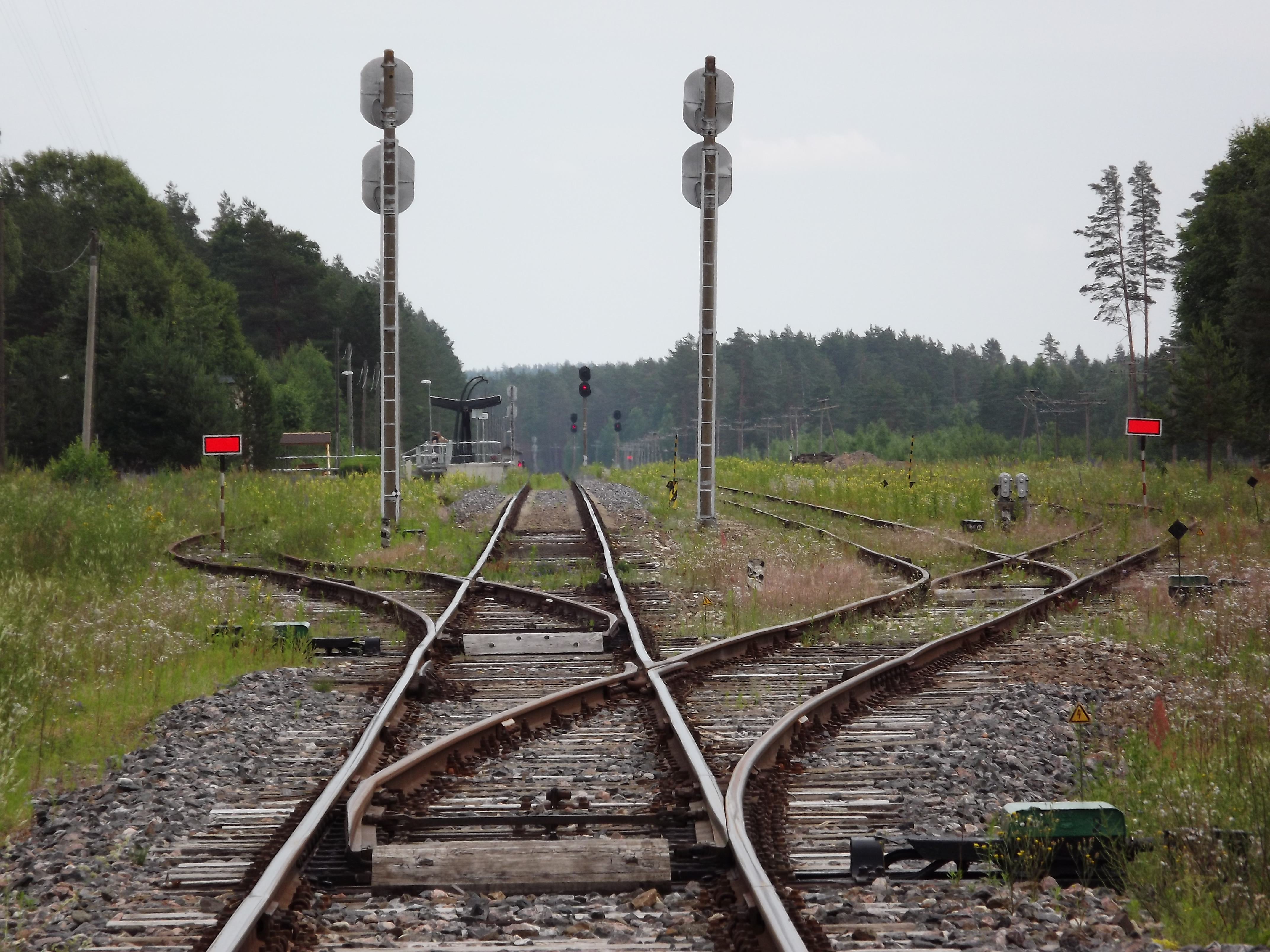
Torowisko stacji
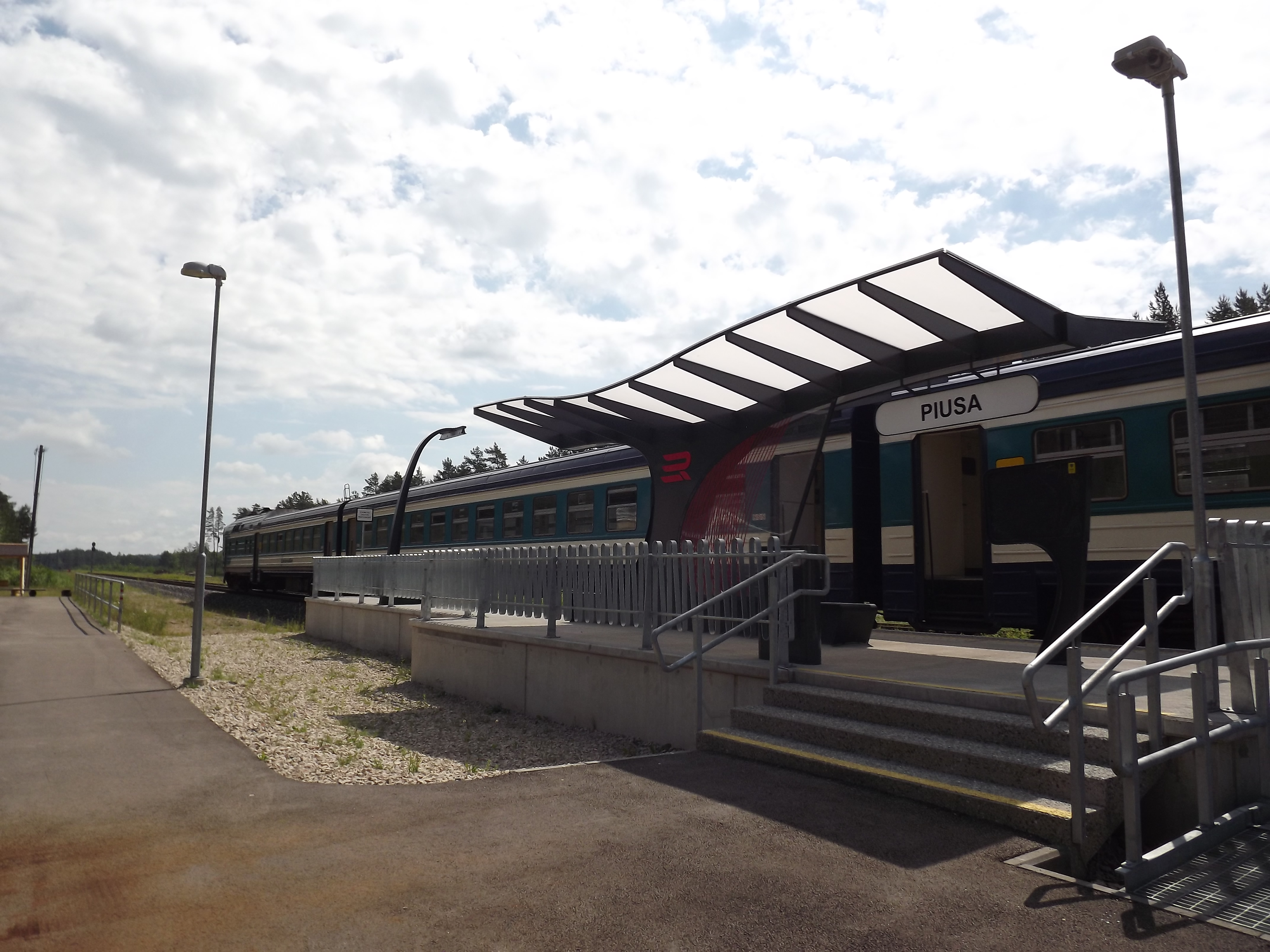
Peron